# 코랑탱 카리우

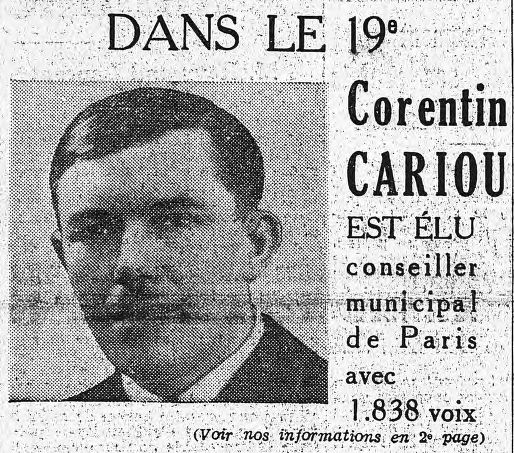

코랑탱 마리 카리우(Corentin Marie Cariou, 1898년 12월 13일 ~ 1942년 3월 7일)는 프랑스의 노동운동가이자 공산주의 정치가이다.

## 청소년기
코랑탱 카리우는 피니스테르주 록튜디(fr)에서 어부인 아버지 피에르 카리우(Pierre Cariou)와 언론인인 어머니 코랑틴 스투리유(Corentine Struillou) 사이의 11남매 중의 막내로 태어났다. 형제 중 카리우의 맏형은 해상에서 조난을 당해 숨졌다.
카리우는 12살 때부터 18살 때까지 어선의 선원으로 일했고, 이후 1917년에 징병되어 잔다르크(Jeanne d’Arc)호를 시작으로 구축함인 사카라브(Sakalave)호, 전함인 쿠르베(Courbet, fr)호 등에서 근무한 뒤 1920년에 제대하고 다시 어선의 선원으로 일했다.
1923년에 부모를 여의게 되는데, 이때 당시 문맹이나 다름 없었을 뿐만 아니라, 말도 어눌했던 카리우는 형인 장(Jean)의 소개를 통해 파리로 가 가스 회사에서 일하기 시작하여 1925년에는 전문 기술자로 대우받기에 이르렀다.

## 노동 운동
1921년부터 1934년까지 프랑스의 노동계는 CGTU(fr)와 CGT(fr)의 두 조직이 대립하는 형상이었다.
1923년에 카리우는 CGTU에 가입한다. 또 확인되지는 않았으나 프랑스 공산당의 전신인 SFIC(Section Française de l'Internationale Communiste)에도 입당한 시기도 이 때라는 설이 있다. 이어 1924년에는 비예트(Villete) 지역의 가스 노동조합(나중의 파리 지역 공산주의자 제1연합) 설립에 참여하고, 1926년에는 서기장 겸 회계가 되었다. 이어 1927년부터 1929년까지 파리 지역 CGTU계 노조 연맹(Union des syndicats unitaires de la région parisienne)의 집행위원회 위원으로도 선출되어 활동하였다. 1929년 9월부터는 CGTU 산하의 공공 및 조명 연맹(Fédération nationale CGTU des Services publics et de l’Éclairage) 내부의 분쟁을 조정하는데 힘썼다.
카리우는 1928년부터 1929년까지 파리 지역 공산주의자 제1연합의 서기를 역임했다. 카리우와 그의 형 장은 모두 파리 지역 가스 CGTU에 소속되어 있었지만, 이 시기부터 노동 운동 및 정치에 대한 의견 차이로 대립하기 시작했다.
- 코랑탱은 친SFIC적인 연합주의를 표방하고 있었다. 이는 CGTU 전체적으로는 주류를 형성하고 있었지만 파리 지역 가스 CGTU에서는 소수파였다.
- 장은 혁명적 노동운동(en)을 표방하고 있었고, 장이 서기장을 맡고 있는 파리 지역 가스 CGTU에서는 이쪽이 주류였다.[3]

그러나 1930년 5월 20일의 선거에서 연합주의자들이 대거 코랑탱을 지지하여 코랑탱은 장이 맡고 있던 서기장의 자리에 올랐다.
1931년 2월에 카리우는 최초의 노동조합 학교를 개설했고 이어 1932년에는 파리 지역 공공 및 조명 연맹의 서기장에도 선출되었고, 같은 해 열린 SFIC의 7차 전당대회에서 중앙 위원회(fr)에 가입한다. 중앙 위원회에서는 1936년 전당대회 때까지 재직했다.
그러나 1935년에 있었던 명예훼손 재판과 관련되어 카리우는 파리 지역 가스 CGTU 및 모든 상급 단체에서 제명되었다. 이는 큰 물의를 빚었고 2개월여에 걸친 논쟁 끝에 카리우를 비롯한 제명자들은 복귀할 수 있었다.
1937년 ~ 1938년에 카리우는 마르셀 카섕(fr)이 운영하는, 켈트 문화의 보전을 주장하는 단체인 해방된 브르타뉴인 연합(Fédération des Bretons émancipés)에 가입해 활동한다.
1938년에는 파리 19구의 퐁 드 플랑드르(Pont-de-Flandre) 지구(fr)의 구의회 의원으로 당선되었다.

## 달라디에와 세롤의 탄압
1939년 8월 23일에 독일-소련 불가침 조약이 서명되었다. 이는 스페인의 파시즘에 대한 대항운동이 일어난 직후의 일로, 프랑스의 공산주의자들을 분열시키는 하나의 원인이 되었다.
9월 3일에 프랑스는 독일에 선전포고했다. 이어 26일 발표된 달라디에 총리령에 의해 SFIC는 불법화되었고 그 어떤 공산주의 활동도 금지되었다. 카리우는 징집되지는 않았으나 경찰의 관리하에 놓였고, 개별적인 징집을 기다리는 신세가 되었다.
이어 10월 8일에 공산주의 성향의 의원들에 대한 대대적인 체포가 있었고, 11월 18일에 발표된 새로운 달리디에 총리령은 "국방이나 공공안전을 위협할 수 있는 모든 사람"에 대한 국가의 감시를 허용했다.
12월 23일에 카리우는 징집되어 바이예앙프랑스(Baillet-en-France)의 주둔지에 감금되었다. 1월에는 센에우아즈 주에 있는 생브누아(Saint-Benoît)의 한 농가로 이감되었다. 이곳에서 카리우는 자신이 구의회 의원에서 해임되었음을 이듬해 1월 21일에 알게 되었다. 이어 3월이 되어 카리우는 부르라스틱(Bourg-Lastic)의 수감용 주둔지로 옮겨졌다.
1940년 4월 9일 발표된 세롤 장관령은 공산주의 선전 활동에 대해 사형까지 내릴 수 있음을 상정하고 있었다.
1940년 봄에 있었던 프랑스에 대한 독일의 대대적 공세(프랑스 공방전)로 인한 6월의 패배를 틈타 카리우는 탈옥했다. 이어 6월 22일에 프랑스 정부는 독일과 휴전 협정(fr) 체결하기에 이르렀다.
1940년 여름동안 PC-SFIC는 당의 합법화를 추진했다. SFIC는 숨어 있는 공산주의자들에게 그만 숨어 있을 것을 독려했는데, 이는 10월과 11월에 걸친 대대적인 단속에서 수천명의 공산주의자들이 체포되기 쉬운 환경을 만들 뿐인 결과를 낳고 말았다.
한편 카리우는 제대를 위해 리용을 들렀다가 고향인 브르타뉴로 가 부인 마리안(Marie-Anne)과 딸 앙드레(Andrée)를 데리고 파리로 돌아왔고, 지하에서 활동하고 있던 PC-SFIC는 카리우를 파리 19구의 책임자로 임명했다.

## 비시 정부에 의한 탄압
비시 정부는 달라디에 총리령으로 구속된 공산주의자들을 석방해주지 않았고, 1940년 9월 3일에 제정한 법률을 통해 공산주의자 색출에 열을 올렸다.
한편 카리우는 1940년 10월 4일에 자신이 감시받고 있음을 감지하고 잠적할 준비를 했다. 그러나 다음날 경찰관들이 콩팡 가(rue Compans) 82번지에 있는 그의 집으로 들이닥쳐 체포되어 앵쿠르(fr)의 정신병원에 구금되었다. 이후 1941년 4월에 "반체재 운동"에 참여했다는 까닭으로 카리우는 푸와시(fr) 교도소에 투옥되었다가 5월에 샤토브리앙(fr)의 주둔지로 이감되어 독방에 감금되었다.

## 독일에 의한 탄압
코민테른은 1941년 4월 26일에 노선을 수정하여 PC-SFIC에 독일군에 저항할 것을 지시했다. 이에 따라 PC-SFIC는 5월 15일에 프랑스의 독립을 위해 투쟁하는 국민전선(Front national de lutte pour l'indépendance de la France)을 창설했다. 6월 22일에 독일이 소련을 침공함으로써 독소 불가침 조약이 자연히 파기되자 프랑스의 공산주의자들은 대거 레지스탕스에 합류했다. 독일군은 그들에 대해 지속적인 추적을 했고, 비시 프랑스에 의해 억류된 1~2만명에 달하는 공산주의자들이 인질로 전락하기에 이르렀다.
샤토브리앙(fr)의 주둔지로 옮겨진 카리우는 10월 22일에 다른 인질들이 처형되는 것을 보게 된다. 이어 1942년 2월에 콩피에뉴(fr)에 있는 로와이얄류 주둔지(de)로 옮겨졌다.
3월 1일에 19구에 있는 탕헤르 가(rue de Tanger)에서 독일군 초병에 대한 테러가 있었다. 이에 대해 독일군은 20명의 "공산주의자들과 유태인들"을 총살하기로 하고 7일에 카를르퐁(fr) 인근의 숲 속에서 카리우를 비롯한 몇 사람을 총살했다.

## 사후
1945년 11월 1일에 그는 독일군에 의해 총살당한 다른 사람 6명과 함께 페르 라셰즈 묘지(fr)로 이장되었다. 이어 파리 시는 1946년 10월 20일에 퐁 드 플랑드르 로(Avenue de Pont-de-Flandre)를 그의 이름을 따서 코랑탱 카리우 로(Avenue Corentin Cariou, fr)로 고쳤고, 해당 도로에 위치해 있던 파리 메트로 7호선의 역(fr)도 그에 따라 같이 개칭시켰다. 또 콩피에뉴 교외의 카리우가 처형된 곳과, 쥬느빌리에(fr)의 프랑스가스공사(fr)의 옛 공장에 각각 그를 기념하는 비가 세워져 있다.